# مامر (فرانسه)
مامر (به فرانسوی: Mamers) (تلفظ فرانسوی: [mamɛʁs]) یک کمون در دپارتمان سارت در ناحیه پی دو لا لوآر در شمال شرقی فرانسه است. کمون‌های همسایه عبارتند از:کومروی، سن-لونژیس، سن-رمی-د-مو، اورینی-لو-رو و سوره. مامر با شهرهای مارکت راسن و لینکلن‌شر در انگلستان خواهر خوانده‌است.

## هم چنین ببینید
- کمون‌های دپارتمان سارت